# Lodewijk XIII van Frankrijk
Lodewijk XIII (Fontainebleau, 27 september 1601 – Saint-Germain-en-Laye, 14 mei 1643), bijgenaamd de Rechtvaardige (le Juste), koning van Frankrijk van 1610 tot aan zijn dood, uit het Huis Bourbon, was een zoon van koning Hendrik IV en Maria de' Medici.

## Biografie
Lodewijk was acht jaar oud toen zijn vader in 1610 werd vermoord. Hij stond aanvankelijk onder het regentschap van zijn moeder. De Rijksgroten, die zijn vader Hendrik IV tot de orde hadden geroepen, maakten van zijn minderjarigheid misbruik om zich opnieuw te verrijken in het nadeel van de schatkist.
Tot zijn lijfarts Jean Héroard in 1628 overleed hield deze dagelijks minutieuze aantekeningen bij over alles wat hij bij Lodewijk waarnam. Waarschijnlijk zijn er over geen enkele persoon ooit zoveel gegevens genoteerd, hij geeft bijvoorbeeld de details van 16.000 maaltijden van 1605 tot 1622.
Van 1614 tot 1615 riep Maria in naam van Lodewijk de laatste maal vóór de Franse Revolutie de Staten-Generaal bijeen. In 1615 werd de koning meerderjarig verklaard en huwde met Anna van Oostenrijk, de dochter van Filips III van Spanje. Onverwacht gaf hij in 1617 zijn moeder het advies 'zich voortaan met haar eigen zaken te bemoeien' en liet daarna de regeringszaken over aan zijn vriend, de hertog van Luynes (tot 1621).

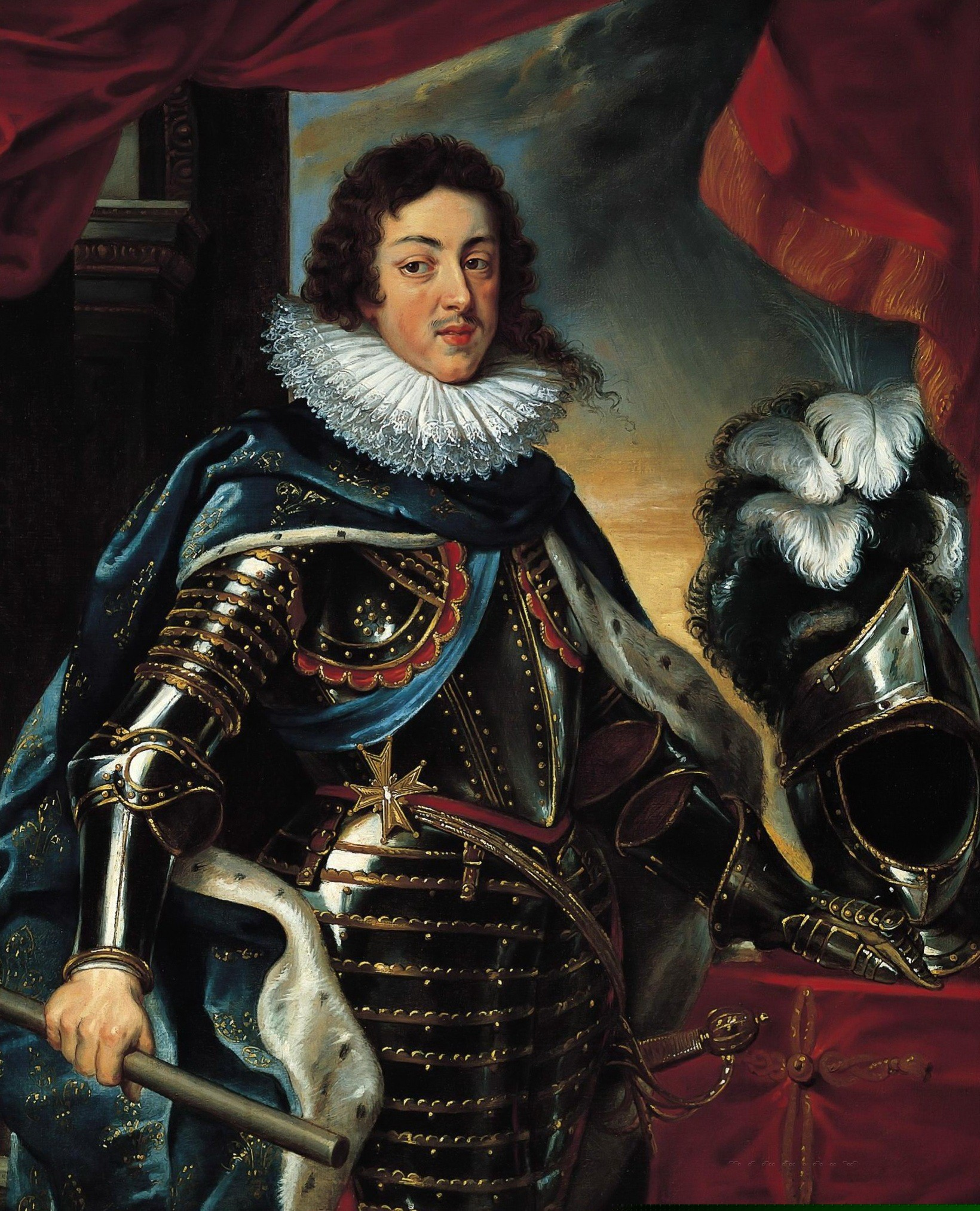
Een jonge Lodewijk XIII, (ca.1622-1625), Peter Paul Rubens, Norton Simon Museum

Na de dood van Luynes greep Armand du Plessis, hertog van Richelieu en bisschop van Luçon, beter bekend als kardinaal Richelieu, zijn kans. Hij bewerkte een verzoening tussen de koning en zijn moeder en wist zich spoedig op te werken in de kroonraad. Volgens eigen zeggen had hij alleen maar de versterking van het koninklijk gezag en de grootheid van zijn koninkrijk op het oog. In elk geval was dat het begin van 'un grand règne sans un grand roi'. Richelieu had de feitelijke macht overgenomen.
Krachtens het Edict van Nantes had Hendrik IV aan de protestanten meerdere garnizoenssteden in het zuiden toegekend. Richelieu begreep dat zij een gevaar voor Frankrijk betekenden, omdat zij de koning het hoofd durfden te bieden. Met het Beleg van La Rochelle in 1628 brak hij de machtspositie van de protestanten, die al hun privileges verloren, behalve gelijkberechtiging voor de wet en het recht op vrijheid van eredienst.
Tegenover de Rijksgroten trad de kardinaal even kordaat op. De moeder, de echtgenote en de broer van de koning (Gaston van Orléans) zwoeren daarom dat zij Richelieu zouden breken, maar deze beschikte over uiterst geraffineerde inlichtingen- en veiligheidsdiensten. Op 10 november 1630 werd de koningin-moeder verbannen, nadat zij haar zoon had laten kiezen, 'voor de knecht of voor zijn moeder'. Verschillende hoge edellieden, van hoogverraad beschuldigd, moesten hun betrokkenheid in het complot tegen Richelieu met hun leven bekopen. Ook het gewone volk joegen de kardinaal en de koning tegen zich in het harnas, door de invoering van belastingen 'die de grootheid van Frankrijk moesten in stand houden'.
Op het vlak van de buitenlandse politiek deelden Lodewijk XIII en Richelieu de visie dat de grenzen van het Franse koninkrijk moesten samenvallen met die van het vroegere Gallië uit de oudheid. Vanaf 1635 mengden zij zich niet meer alleen financieel, maar nu ook militair in de Dertigjarige Oorlog, tegen de Spaanse en Oostenrijkse Habsburgers. Dit heeft Frankrijk veel last bezorgd. In 1642 werd Richelieu ernstig ziek en overleed. Lodewijk XIII volgde hem enkele maanden later in het graf; waarschijnlijk stierf hij aan de ziekte van Crohn.
Zoals vrijwel alle Franse koningen werd hij begraven in de Kathedraal van Saint-Denis in Parijs.

## Kinderen
In 1615 trouwde de toen nog jonge koning Lodewijk XIII met Anna van Oostenrijk, dochter van Filips III van Spanje. Ze kregen twee kinderen:
1. Lodewijk van Frankrijk (Lodewijk XIV) (5 september 1638 - 1 september 1715), koning van Frankrijk, gehuwd met Maria Theresia van Oostenrijk.
2. Filips van Frankrijk, hertog van Orléans (21 september 1640 - 8 juni 1701), hertog van Orléans, gehuwd met (1) Henriëtta van Engeland (1661); (2) Elisabeth Charlotte van de Palts (1671).

## Literaire invloed
De perikelen aan het hof van Lodewijk XIII en zijn moeizame relatie met kardinaal Richelieu zijn de inspiratie geweest voor Alexandre Dumas om de roman De drie musketiers te schrijven.

## Kwartierstaat (voorouders)
| Karel van Bourbon-Vendôme (1489-1537) | Karel van Bourbon-Vendôme (1489-1537) | Karel van Bourbon-Vendôme (1489-1537) | Karel van Bourbon-Vendôme (1489-1537) | Karel van Bourbon-Vendôme (1489-1537)   | Karel van Bourbon-Vendôme (1489-1537)   | Françoise van Alençon (1491-1550)       | Françoise van Alençon (1491-1550)       | Françoise van Alençon (1491-1550)       | Françoise van Alençon (1491-1550)       | Françoise van Alençon (1491-1550)    | Françoise van Alençon (1491-1550)    |                                      |                                      | Hendrik II van Navarra (1503-1555)   | Hendrik II van Navarra (1503-1555)   | Hendrik II van Navarra (1503-1555)  | Hendrik II van Navarra (1503-1555)  | Hendrik II van Navarra (1503-1555) | Hendrik II van Navarra (1503-1555) | Margaretha van Valois (1492-1549)   | Margaretha van Valois (1492-1549)   | Margaretha van Valois (1492-1549)   | Margaretha van Valois (1492-1549)   | Margaretha van Valois (1492-1549)   | Margaretha van Valois (1492-1549)   |  |  | Cosimo I de' Medici (1519-1574)    | Cosimo I de' Medici (1519-1574)    | Cosimo I de' Medici (1519-1574)    | Cosimo I de' Medici (1519-1574)    | Cosimo I de' Medici (1519-1574)    | Cosimo I de' Medici (1519-1574)    | Eleonora van Toledo (1522-1562)    | Eleonora van Toledo (1522-1562)    | Eleonora van Toledo (1522-1562)    | Eleonora van Toledo (1522-1562)    | Eleonora van Toledo (1522-1562) | Eleonora van Toledo (1522-1562) |                                |                                | Keizer Ferdinand I (1503-1564) | Keizer Ferdinand I (1503-1564) | Keizer Ferdinand I (1503-1564)            | Keizer Ferdinand I (1503-1564)            | Keizer Ferdinand I (1503-1564)            | Keizer Ferdinand I (1503-1564)            | Anna van Bohemen en Hongarije (1503-1547) | Anna van Bohemen en Hongarije (1503-1547) | Anna van Bohemen en Hongarije (1503-1547) | Anna van Bohemen en Hongarije (1503-1547) | Anna van Bohemen en Hongarije (1503-1547) | Anna van Bohemen en Hongarije (1503-1547) |  |  |  |  |  |  |  |  |  |  |  |  |  |  |  |  |  |  |  |  |  |  |  |  |  |  |  |  |  |  |  |  |  |  |  |  |  |  |  |  |  |  |  |  |  |  |  |  |
| Karel van Bourbon-Vendôme (1489-1537) | Karel van Bourbon-Vendôme (1489-1537) | Karel van Bourbon-Vendôme (1489-1537) | Karel van Bourbon-Vendôme (1489-1537) | Karel van Bourbon-Vendôme (1489-1537)   | Karel van Bourbon-Vendôme (1489-1537)   | Françoise van Alençon (1491-1550)       | Françoise van Alençon (1491-1550)       | Françoise van Alençon (1491-1550)       | Françoise van Alençon (1491-1550)       | Françoise van Alençon (1491-1550)    | Françoise van Alençon (1491-1550)    |                                      |                                      | Hendrik II van Navarra (1503-1555)   | Hendrik II van Navarra (1503-1555)   | Hendrik II van Navarra (1503-1555)  | Hendrik II van Navarra (1503-1555)  | Hendrik II van Navarra (1503-1555) | Hendrik II van Navarra (1503-1555) | Margaretha van Valois (1492-1549)   | Margaretha van Valois (1492-1549)   | Margaretha van Valois (1492-1549)   | Margaretha van Valois (1492-1549)   | Margaretha van Valois (1492-1549)   | Margaretha van Valois (1492-1549)   |  |  | Cosimo I de' Medici (1519-1574)    | Cosimo I de' Medici (1519-1574)    | Cosimo I de' Medici (1519-1574)    | Cosimo I de' Medici (1519-1574)    | Cosimo I de' Medici (1519-1574)    | Cosimo I de' Medici (1519-1574)    | Eleonora van Toledo (1522-1562)    | Eleonora van Toledo (1522-1562)    | Eleonora van Toledo (1522-1562)    | Eleonora van Toledo (1522-1562)    | Eleonora van Toledo (1522-1562) | Eleonora van Toledo (1522-1562) |                                |                                | Keizer Ferdinand I (1503-1564) | Keizer Ferdinand I (1503-1564) | Keizer Ferdinand I (1503-1564)            | Keizer Ferdinand I (1503-1564)            | Keizer Ferdinand I (1503-1564)            | Keizer Ferdinand I (1503-1564)            | Anna van Bohemen en Hongarije (1503-1547) | Anna van Bohemen en Hongarije (1503-1547) | Anna van Bohemen en Hongarije (1503-1547) | Anna van Bohemen en Hongarije (1503-1547) | Anna van Bohemen en Hongarije (1503-1547) | Anna van Bohemen en Hongarije (1503-1547) |  |  |  |  |  |  |  |  |  |  |  |  |  |  |  |  |  |  |  |  |  |  |  |  |  |  |  |  |  |  |  |  |  |  |  |  |  |  |  |  |  |  |  |  |  |  |  |  |
|                                       |                                       |                                       |                                       |                                         |                                         |                                         |                                         |                                         |                                         |                                      |                                      |                                      |                                      |                                      |                                      |                                     |                                     |                                    |                                    |                                     |                                     |                                     |                                     |                                     |                                     |  |  |                                    |                                    |                                    |                                    |                                    |                                    |                                    |                                    |                                    |                                    |                                 |                                 |                                |                                |                                |                                |                                           |                                           |                                           |                                           |                                           |                                           |                                           |                                           |                                           |                                           |  |  |  |  |  |  |  |  |  |  |  |  |  |  |  |  |  |  |  |  |  |  |  |  |  |  |  |  |  |  |  |  |  |  |  |  |  |  |  |  |  |  |  |  |  |  |  |  |
|                                       |                                       |                                       |                                       | Anton van Bourbon (1518-1562)           | Anton van Bourbon (1518-1562)           | Anton van Bourbon (1518-1562)           | Anton van Bourbon (1518-1562)           | Anton van Bourbon (1518-1562)           | Anton van Bourbon (1518-1562)           |                                      |                                      |                                      |                                      |                                      |                                      | Johanna van Albret (1528-1572)      | Johanna van Albret (1528-1572)      | Johanna van Albret (1528-1572)     | Johanna van Albret (1528-1572)     | Johanna van Albret (1528-1572)      | Johanna van Albret (1528-1572)      |                                     |                                     |                                     |                                     |  |  |                                    |                                    |                                    |                                    | Francesco I de' Medici (1541-1587) | Francesco I de' Medici (1541-1587) | Francesco I de' Medici (1541-1587) | Francesco I de' Medici (1541-1587) | Francesco I de' Medici (1541-1587) | Francesco I de' Medici (1541-1587) |                                 |                                 |                                |                                |                                |                                | Johanna van Oostenrijk (1547-1578)        | Johanna van Oostenrijk (1547-1578)        | Johanna van Oostenrijk (1547-1578)        | Johanna van Oostenrijk (1547-1578)        | Johanna van Oostenrijk (1547-1578)        | Johanna van Oostenrijk (1547-1578)        |                                           |                                           |                                           |                                           |  |  |  |  |  |  |  |  |  |  |  |  |  |  |  |  |  |  |  |  |  |  |  |  |  |  |  |  |  |  |  |  |  |  |  |  |  |  |  |  |  |  |  |  |  |  |  |  |
|                                       |                                       |                                       |                                       | Anton van Bourbon (1518-1562)           | Anton van Bourbon (1518-1562)           | Anton van Bourbon (1518-1562)           | Anton van Bourbon (1518-1562)           | Anton van Bourbon (1518-1562)           | Anton van Bourbon (1518-1562)           |                                      |                                      |                                      |                                      |                                      |                                      | Johanna van Albret (1528-1572)      | Johanna van Albret (1528-1572)      | Johanna van Albret (1528-1572)     | Johanna van Albret (1528-1572)     | Johanna van Albret (1528-1572)      | Johanna van Albret (1528-1572)      |                                     |                                     |                                     |                                     |  |  |                                    |                                    |                                    |                                    | Francesco I de' Medici (1541-1587) | Francesco I de' Medici (1541-1587) | Francesco I de' Medici (1541-1587) | Francesco I de' Medici (1541-1587) | Francesco I de' Medici (1541-1587) | Francesco I de' Medici (1541-1587) |                                 |                                 |                                |                                |                                |                                | Johanna van Oostenrijk (1547-1578)        | Johanna van Oostenrijk (1547-1578)        | Johanna van Oostenrijk (1547-1578)        | Johanna van Oostenrijk (1547-1578)        | Johanna van Oostenrijk (1547-1578)        | Johanna van Oostenrijk (1547-1578)        |                                           |                                           |                                           |                                           |  |  |  |  |  |  |  |  |  |  |  |  |  |  |  |  |  |  |  |  |  |  |  |  |  |  |  |  |  |  |  |  |  |  |  |  |  |  |  |  |  |  |  |  |  |  |  |  |
|                                       |                                       |                                       |                                       |                                         |                                         |                                         |                                         |                                         |                                         | Hendrik IV van Frankrijk (1553-1610) | Hendrik IV van Frankrijk (1553-1610) | Hendrik IV van Frankrijk (1553-1610) | Hendrik IV van Frankrijk (1553-1610) | Hendrik IV van Frankrijk (1553-1610) | Hendrik IV van Frankrijk (1553-1610) |                                     |                                     |                                    |                                    |                                     |                                     |                                     |                                     |                                     |                                     |  |  |                                    |                                    |                                    |                                    |                                    |                                    |                                    |                                    |                                    |                                    | Maria de' Medici (1575-1642)    | Maria de' Medici (1575-1642)    | Maria de' Medici (1575-1642)   | Maria de' Medici (1575-1642)   | Maria de' Medici (1575-1642)   | Maria de' Medici (1575-1642)   |                                           |                                           |                                           |                                           |                                           |                                           |                                           |                                           |                                           |                                           |  |  |  |  |  |  |  |  |  |  |  |  |  |  |  |  |  |  |  |  |  |  |  |  |  |  |  |  |  |  |  |  |  |  |  |  |  |  |  |  |  |  |  |  |  |  |  |  |
|                                       |                                       |                                       |                                       |                                         |                                         |                                         |                                         |                                         |                                         | Hendrik IV van Frankrijk (1553-1610) | Hendrik IV van Frankrijk (1553-1610) | Hendrik IV van Frankrijk (1553-1610) | Hendrik IV van Frankrijk (1553-1610) | Hendrik IV van Frankrijk (1553-1610) | Hendrik IV van Frankrijk (1553-1610) |                                     |                                     |                                    |                                    |                                     |                                     |                                     |                                     |                                     |                                     |  |  |                                    |                                    |                                    |                                    |                                    |                                    |                                    |                                    |                                    |                                    | Maria de' Medici (1575-1642)    | Maria de' Medici (1575-1642)    | Maria de' Medici (1575-1642)   | Maria de' Medici (1575-1642)   | Maria de' Medici (1575-1642)   | Maria de' Medici (1575-1642)   |                                           |                                           |                                           |                                           |                                           |                                           |                                           |                                           |                                           |                                           |  |  |  |  |  |  |  |  |  |  |  |  |  |  |  |  |  |  |  |  |  |  |  |  |  |  |  |  |  |  |  |  |  |  |  |  |  |  |  |  |  |  |  |  |  |  |  |  |
|                                       |                                       |                                       |                                       |                                         |                                         |                                         |                                         |                                         |                                         |                                      |                                      |                                      |                                      |                                      |                                      |                                     |                                     |                                    |                                    |                                     |                                     |                                     |                                     |                                     |                                     |  |  |                                    |                                    |                                    |                                    |                                    |                                    |                                    |                                    |                                    |                                    |                                 |                                 |                                |                                |                                |                                |                                           |                                           |                                           |                                           |                                           |                                           |                                           |                                           |                                           |                                           |  |  |  |  |  |  |  |  |  |  |  |  |  |  |  |  |  |  |  |  |  |  |  |  |  |  |  |  |  |  |  |  |  |  |  |  |  |  |  |  |  |  |  |  |  |  |  |  |
|                                       |                                       |                                       |                                       |                                         |                                         |                                         |                                         |                                         |                                         |                                      |                                      |                                      |                                      |                                      |                                      |                                     |                                     |                                    |                                    |                                     |                                     |                                     |                                     |                                     |                                     |  |  |                                    |                                    |                                    |                                    |                                    |                                    |                                    |                                    |                                    |                                    |                                 |                                 |                                |                                |                                |                                |                                           |                                           |                                           |                                           |                                           |                                           |                                           |                                           |                                           |                                           |  |  |  |  |  |  |  |  |  |  |  |  |  |  |  |  |  |  |  |  |  |  |  |  |  |  |  |  |  |  |  |  |  |  |  |  |  |  |  |  |  |  |  |  |  |  |  |  |
|                                       |                                       |                                       |                                       | Lodewijk XIII van Frankrijk (1601-1643) | Lodewijk XIII van Frankrijk (1601-1643) | Lodewijk XIII van Frankrijk (1601-1643) | Lodewijk XIII van Frankrijk (1601-1643) | Lodewijk XIII van Frankrijk (1601-1643) | Lodewijk XIII van Frankrijk (1601-1643) |                                      |                                      | Elisabeth van Frankrijk (1602-1644)  | Elisabeth van Frankrijk (1602-1644)  | Elisabeth van Frankrijk (1602-1644)  | Elisabeth van Frankrijk (1602-1644)  | Elisabeth van Frankrijk (1602-1644) | Elisabeth van Frankrijk (1602-1644) |                                    |                                    | Christina van Frankrijk (1606-1663) | Christina van Frankrijk (1606-1663) | Christina van Frankrijk (1606-1663) | Christina van Frankrijk (1606-1663) | Christina van Frankrijk (1606-1663) | Christina van Frankrijk (1606-1663) |  |  | Nicolaas van Frankrijk (1607-1611) | Nicolaas van Frankrijk (1607-1611) | Nicolaas van Frankrijk (1607-1611) | Nicolaas van Frankrijk (1607-1611) | Nicolaas van Frankrijk (1607-1611) | Nicolaas van Frankrijk (1607-1611) |                                    |                                    | Gaston van Orléans (1608-1660)     | Gaston van Orléans (1608-1660)     | Gaston van Orléans (1608-1660)  | Gaston van Orléans (1608-1660)  | Gaston van Orléans (1608-1660) | Gaston van Orléans (1608-1660) |                                |                                | Henriëtta Maria van Frankrijk (1609-1669) | Henriëtta Maria van Frankrijk (1609-1669) | Henriëtta Maria van Frankrijk (1609-1669) | Henriëtta Maria van Frankrijk (1609-1669) | Henriëtta Maria van Frankrijk (1609-1669) | Henriëtta Maria van Frankrijk (1609-1669) |                                           |                                           |                                           |                                           |  |  |  |  |  |  |  |  |  |  |  |  |  |  |  |  |  |  |  |  |  |  |  |  |  |  |  |  |  |  |  |  |  |  |  |  |  |  |  |  |  |  |  |  |  |  |  |  |